# Distretto di Khukhan
Il distretto di Khukhan (in thailandese: ขุขันธ์) è un distretto (amphoe) della Thailandia, situato nella provincia di Sisaket.